# Кучеровка (Львовская область)
Кучеровка (укр. Кучерівка) — село в Перемышлянской городской общине Львовского района Львовской области Украины.
Население по переписи 2001 года составляло 98 человек. Занимает площадь 1,14 км². Почтовый индекс — 81233. Телефонный код — 3263.